# Isotta Ingrid Rossellini
Pour les articles homonymes, voir Rossellini.
Isotta Ingrid Rossellini, née le 18 juin 1952 à Rome, est une professeure, essayiste et critique littéraire italienne naturalisée américaine.

## Biographie
Fille de l'actrice suédoise Ingrid Bergman et du réalisateur Roberto Rossellini, ainsi que sœur jumelle d'Isabella, Isotta Ingrid Frieda Giuliana Rossellini est diplômée de l'université Columbia de New York, où elle a également obtenu son doctorat, en étudiant avec les critiques littéraires Maristella Lorch et Luciano Rebay. Isotta Rossellini a enseigné la littérature italienne aux universités de Harvard, Princeton et New York. Elle donne aussi fréquemment des conférences sur le néoréalisme de son père, en insistant notamment sur l'importance des films produits pour la télévision italienne.
En 1995, la maison d'édition Olschki a publié son premier livre, Nel trapassar del segno: idoli della mente ed echi della vita nei Rerum Vulgarium Fragmenta. Ce livre présente une analyse du Canzoniere de Pétrarque.

## Vie privée
Elle a deux enfants : Tommaso Acciarito Rossellini (né à Rome en 1979 de son premier mariage avec Alberto Acciarito) et Francesca Aborn (née en 1992 de son second mariage avec Richard Aborn, qu'elle a épousé en 1990).

## Publications
- (en) Ingrid Rossellini, Know Thyself, DoubleDay Penguin, 2018 (ISBN 978-0-385-54188-6).
- (it) Ingrid Rossellini, Nel trapassar del segno: idoli della mente ed echi della vita nei Rerum vulgarium fragmenta, L. S. Olschki, 1995 (ISBN 88-222-4368-4)